# Arsenik och gamla spetsar (film)
Arsenik och gamla spetsar (engelska: Arsenic and Old Lace) är en amerikansk svart komedifilm från 1944, i regi av Frank Capra. Filmen är baserad på pjäsen med samma namn av Joseph Kesselring, som hade premiär 1941. Filmen spelades in 1941 men fick premiär först tre år senare, då originaluppsättningen spelats klart på Broadway. I huvudrollerna ses Cary Grant, Priscilla Lane, Josephine Hull, Peter Lorre, Jean Adair och Raymond Massey.

## Handling
Hela filmens handling utspelar sig under en enda dag, denna dag råkar vara Halloween. 
Mortimer Brewster har skrivit flera böcker som avhandlar äktenskapet som en förlegad vidskepelse, bland annat: Marriage - A Fraud and a Failure. Nu ska han själv gifta sig, men det vill han inte ska bli känt, det skulle ödelägga hans rykte. 
Mortimer har två gamla charmiga och excentriska tanter i släkten, Abby och Martha. De bor i Mortimers gamla föräldrahem i Brooklyn med sin bror Teddy, som tror att han är Theodore Roosevelt. Varje gång Teddy går upp för trappan skriker han: "Charge!", efter Roosevelts kända attack vid slaget vid San Juan Hill.
Vid ett besök innan sin smekmånad råkar Mortimer finna ett lik i en låda under fönstret hos tanterna och utgår ifrån att Teddy har råkat ha ihjäl någon i sin förvirring. Men tanterna tar snabbt på sig ansvaret och berättar att de ser det som en välgörenhetshandling. De ser ingen anledning att hänga upp sig på det här med kroppen, det är ju tedags.
Mortimer vill snarare kalla deras handlingar "en väldigt dålig vana". De vill med den sätta stopp för det antagna lidandet hos äldre ensamstående män genom att servera dem fläderbärsvin spetsat med arsenik, stryknin och en liten nypa cyanid. Kropparna begraver sedan Teddy i källaren, eftersom han tror att han jobbar med Panamakanalen och begraver offer för gula febern.
I ett försök att rädda tanterna från rättsliga påföljder så tänker Mortimer ut en plan där brodern Teddy tar på sig skulden för brotten, eftersom han sannolikt skulle undkomma straff på grund av sin uppenbara sinnessjukdom. Nästa steg blir då att få Teddy inlagd på mentalsjukhus innan dess att kroppen upptäcks, varpå Mortimer ringer både till husläkare och domare.
Situationen förvärras dock av att Mortimers andre bror Jonathan efter många år återvänder till föräldrahemmet tillsammans med sin kompanjon Dr. Einstein. Efter att ha rymt från fängelset och fortsatt sin våldsamma brottskarriär så använder Jonathan doktor Einsteins kirurgiska kunskaper för att genom plastikoperationer göra sig oigenkännlig. Tyvärr ledde det senaste ingreppet till att Jonathan blev påfallande lik Boris Karloffs Frankenstein, vilket flera karaktärer påpekar till hans stora förtret. Jonathan och Dr. Einstein har återvänt till familjehemmet både för att utföra ytterligare en plastikoperation, och även göra sig av med sitt senaste offer, herr Spenalzo. 

## Rollista i urval
- Cary Grant - Mortimer Brewster

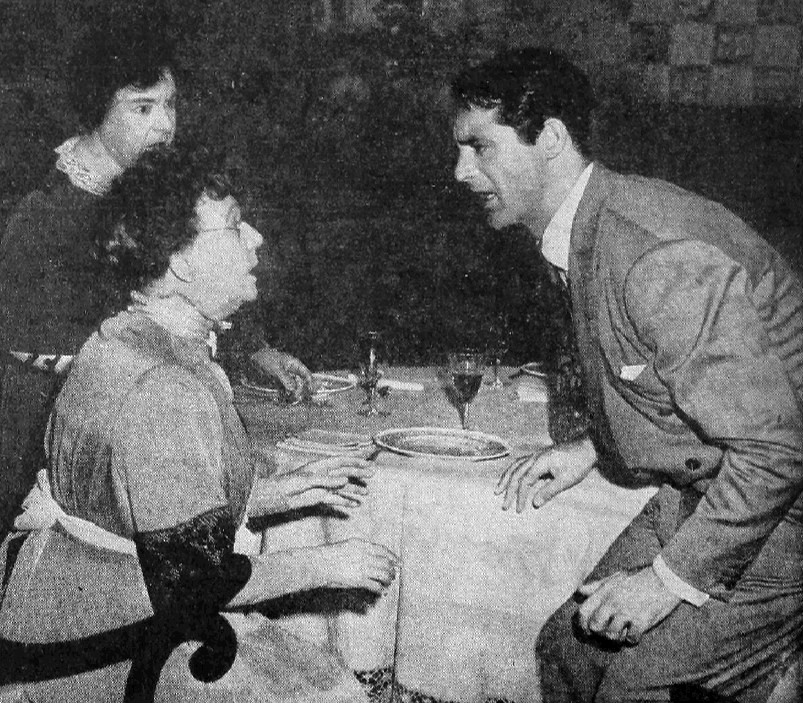
Jean Adair, Josephine Hull och Cary Grant i Arsenik och gamla spetsar

- Priscilla Lane - Elaine Harper Brewster
- Josephine Hull - Tant Abby Brewster
- Jean Adair - Tant Martha Brewster
- Raymond Massey - Jonathan Brewster
- Peter Lorre - Doktor Herman Einstein
- John Alexander - "Teddy Roosevelt" Brewster
- Jack Carson - Officer Patrick O'Hara
- John Ridgely - Officer Sanders
- Edward McNamara - Police Sgt. Brophy
- James Gleason - Police Lt. Rooney
- Edward Everett Horton - Herr Witherspoon
- Grant Mitchell - Pastor Harper

## DVD
Filmen finns utgiven på DVD.